# Kleiner Ödsee
Der Kleine Ödsee ist ein waldgesäumter Bergsee im Salzkammergut auf dem Gebiet der Gemeinde Grünau im Almtal in Oberösterreich. 

## Geographie und Hydrologie
Der Kleine Ödsee liegt in der Hetzau, einem Seitental des Almtals im Toten Gebirge, rund 150 m südlich des Großen Ödsees.
Der Kleine Ödsee ist 3,3 ha groß und bis zu 14 m tief und von steilen, dicht bewaldeten Kalk- bzw. Moränenufern umgeben. Die Ufer fallen an allen Seiten relativ gleichmäßig ab, nur im Osten sind sie etwas flacher.
Gespeist wird der See ausschließlich von unterirdischen Zuflüssen. Der Abfluss erfolgt ebenfalls unterirdisch zum Straneggbach. Der Kleine Ödsee weist wie der Große Ödsee bedeutende Niveauschwankungen über 1 m auf. Normalerweise steigt der Wasserstand im Winter und fällt im Sommer ab, insbesondere, weil das umgebende Moränenmaterial bei Trockenheit keine Zuflüsse zulässt und gleichzeitig dem See Wasser entzieht.

## Entstehung
Die Ödseen liegen im Bereich der Moränen der Würm-Kaltzeit, die auf den Gletscher zurückgehen, der von der Prielgruppe in die Hetzau herunterzog. Oberhalb der Seen finden sich Moränenreste. In der Hetzau befanden sich einst an fünf Stellen Seen, deren größter vermutlich eine Fläche von über 1 km² hatte. Während die anderen Seen verlandeten, blieben die beiden Ödseen deshalb erhalten, weil sie durch Moränen vor der Verschüttung durch den Straneggbach geschützt sind.

## Ökologie
Der Kleine Ödsee ist aufgrund seiner Lage weitgehend unbelastet. Er weist im Sommer eine hohe Sichttiefe auf und wird als oligotroph eingestuft.
Zu den hauptsächlich vorkommenden Fischarten gehören Bachforelle, Bachsaibling und  Seesaibling.
Wie der Große Ödsee ist er als Naturschutzgebiet ausgewiesen (N013, 3,2647 ha).